# Edna May Oliver
Edna May Oliver (nascida Edna May Nutter , 9 de novembro de 1883 - 9 de novembro de 1942) foi uma atriz americana de teatro e cinema. Durante a década de 1930, ela foi uma das atrizes mais conhecidas nos filmes americanos, muitas vezes interpretando solteironas de língua azeda.

## Carreira
Nascida em Malden, Massachusetts, filha de Ida May e Charles Edward Nutter, Oliver largou a escola aos 14 anos para seguir carreira no palco.
Ela alcançou seu primeiro sucesso em 1917 na Broadway na comédia musical de Jerome Kern Oh, Boy! , interpretando a tia comicamente severa do herói, Penelope. Em 1925, Oliver apareceu na Broadway em The Cradle Snatchers, co-estrelando Mary Boland, Gene Raymond e Humphrey Bogart. A aparição mais notável de Oliver foi como Parthy, esposa de Cap'n Andy Hawks, na produção original de 1927 do musical Show Boat. Ela reprisou seu papel no revival da Broadway de 1932, mas recusou a chance de interpretar Parthy na versão cinematográfica de 1936 para interpretar a Enfermeira na versão cinematográfica daquele ano de Romeu e Julieta.

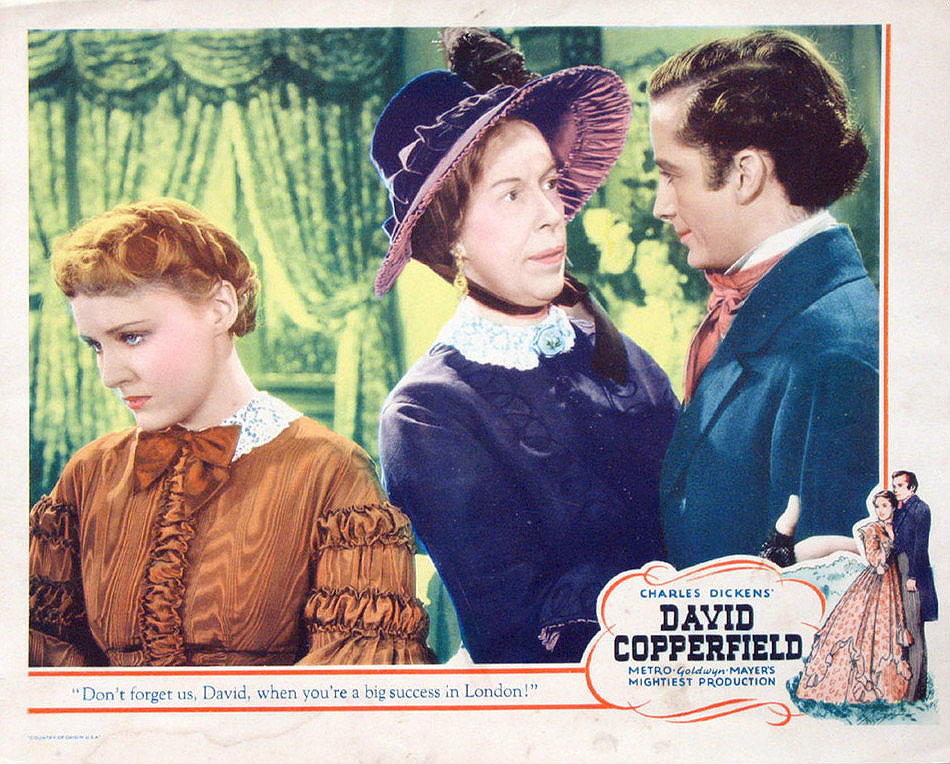
Edna (centro) no cartão do lobby para David Copperfield (1935)

Sua estréia no cinema foi em 1923 em Wife in Name Only. Ela continuou a aparecer em filmes até Lydia em 1941. Ela primeiro ganhou destaque nos filmes por suas aparições em várias comédias estreladas pela equipe de Wheeler & Woolsey, incluindo Half Shot at Sunrise, seu primeiro filme sob seu contrato com a RKO Radio Pictures. em 1930. Geralmente em papéis de destaque, ela estrelou dez filmes, incluindo Fanny Foley Herself (1931) e Ladies of the Jury (1932). Ela interpretou a rica e dominadora tia March na versão de 1933 de Little Women.
Os veículos estelares mais populares de Oliver eram comédias de mistério, estrelando como a detetive solteirona Hildegarde Withers dos populares romances de Stuart Palmer . A série terminou prematuramente quando ela deixou a RKO para assinar com a Metro-Goldwyn-Mayer em 1935; o estúdio tentou continuar a série com Helen Broderick e depois ZaSu Pitts como Withers.

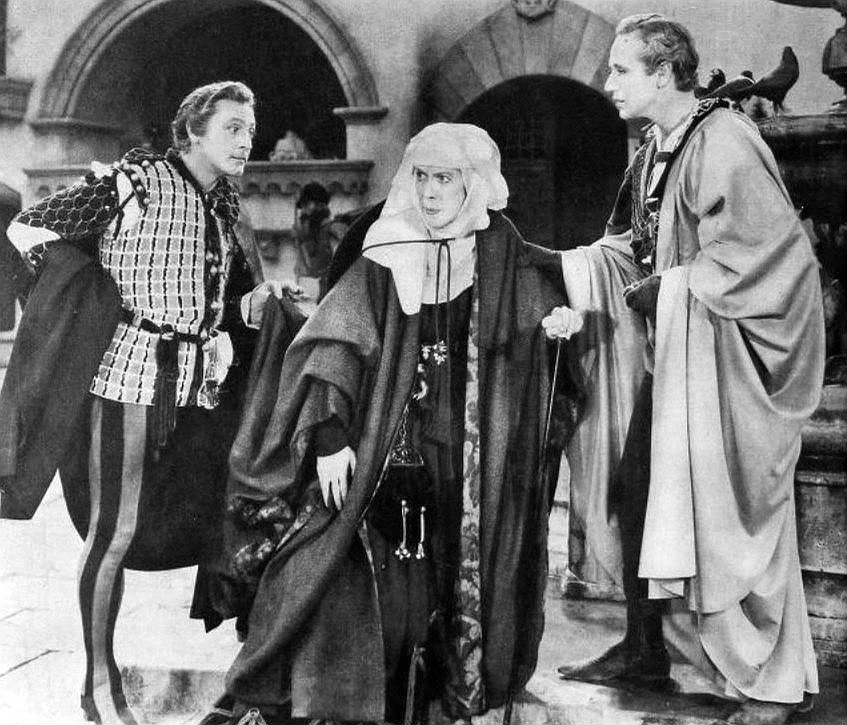
John Barrymore, Edna e Leslie Howard em Romeu e Julieta (1936)

Enquanto estava na MGM, David O. Selznick escalou Oliver em duas versões cinematográficas de romances de Charles Dickens , como a empertigada e ácida Miss Pross A Tale of Two Cities (1935), estrelado por Ronald Colman, e como a tia excêntrica do personagem-título., Betsy Trotwood em David Copperfield (também 1935).
Ela apareceu no filme de Shirley Temple Little Miss Broadway (1938) como a proprietária de um hotel para vaudevillians que querem fechá-lo. Ela também atuou em dois musicais de filmes de 1939: com Tyrone Power no filme de patinação de Sonja Henie Second Fiddle ,  e em um papel coadjuvante como agente dos personagens-título no musical de Fred Astaire / Ginger Rogers The Story of Vernon and Irene Castelo .  Uma performance cômica de 1940 como a tia dominadora de Mr. Darcy de Laurence Olivier, Lady Catherine de Bourgh , emOrgulho e Preconceito  e um papel de 1941 comoa avó de Merle Oberon em Lydia  concluíram sua carreira no cinema.
Ela também foi escalada para filmes não cômicos como Cimarron (1931), Ann Vickers (1933) e Romeu e Julieta (1936).

## Morte

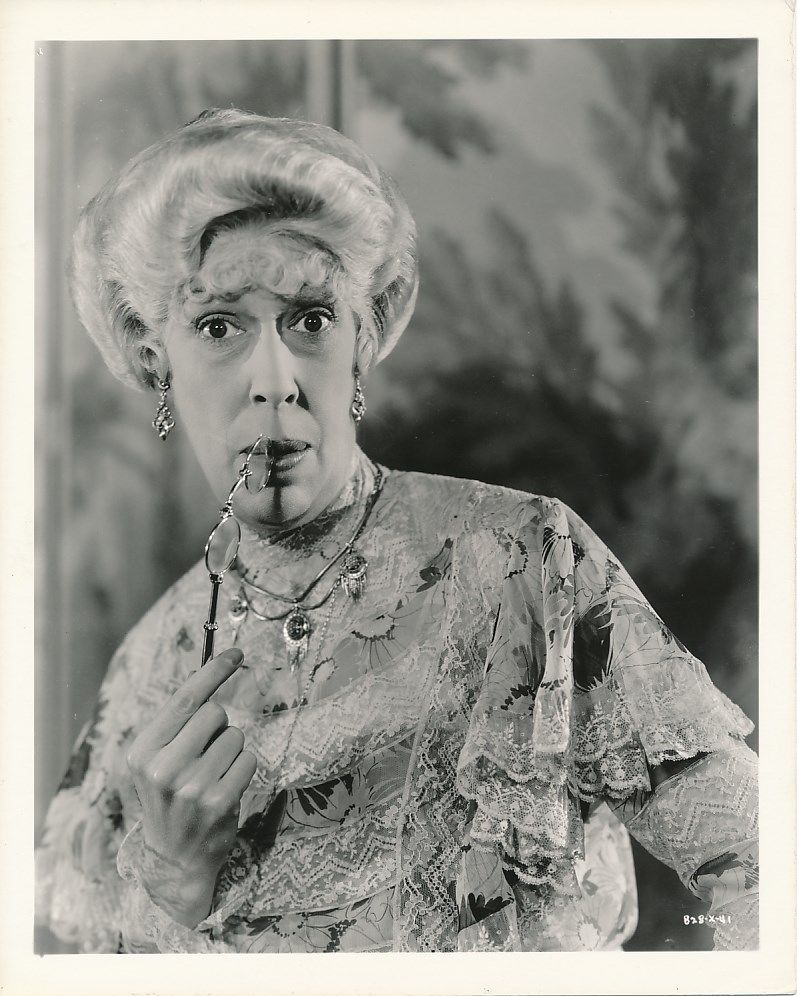
Edna May Oliver em 'No More Ladies', 1935

Oliver morreu em seu aniversário de 59 anos em 1942 após uma doença intestinal curta, e foi enterrado no cemitério Forest Lawn Memorial Park em Glendale, Califórnia.

## Prêmios e homenagens
(Esta lista é limitada a produções teatrais de Nova York/Broadway.)

## Palco
(Esta lista é limitada a produções teatrais de Nova York/Broadway.)
| Data                                           | Título                      | Função                    |
| ---------------------------------------------- | --------------------------- | ------------------------- |
| 5 de dezembro de 1916 - janeiro de 1917        | O Mestre                    |                           |
| 20 de fevereiro de 1917 – 30 de março de 1918  | Oh menino                   | Senhorita Penélope Budd   |
| 25 de novembro de 1919 – 7 de janeiro de 1920  | A Rosa da China             | Sra. Hobson               |
| 2 de fevereiro de 1920 – 1 de maio de 1920     | Minha Garota de Ouro        | Sra. Judson Mitchell      |
| 1 de novembro de 1920 – 11 de dezembro de 1920 | A Meia Lua                  | Sra. Francis Adams Jarvis |
| 26 de setembro de 1921 – desconhecido          | Espere até estarmos casados | Tia Meridian              |
| 28 de novembro de 1921 – dezembro de 1921      | Seu Salário                 | Sra. Sophie Perkins       |
| 6 de setembro de 1922 – setembro de 1922       | Pista da Aveia Selvagem     | Junho                     |
| 10 de fevereiro de 1923 – junho de 1923        | Congelado                   | Hannah                    |
| 13 de outubro de 1924 – 15 de novembro de 1924 | Em Seus Braços              | Sra. John Clarendon       |
| 13 de janeiro de 1925 – fevereiro de 1925      | Isabel                      | Sra. John Clarendon       |
| 7 de setembro de 1925 – outubro de 1926        | Ladrões de berço            | Ethel Drake               |
| 27 de dezembro de 1927 – 4 de maio de 1929     | Mostrar Barco'              | Parthy Ann Hawks          |
| 19 de maio de 1932 – 22 de outubro de 1932     | Mostrar Barco'              | Parthy Ann Hawks          |

## Filmografia
| Ano  | Título                | Função               | Estúdio/distribuidor      |
| ---- | --------------------- | -------------------- | ------------------------- |
| 1923 | Esposa apenas no nome | Sra. Dornham         | Fotos da Pirâmide         |
| 1923 | Três horas da manhã   | Hetty                | C. C. Burr Pictures       |
| 1924 | Esposas Inquietas     | Secretária de Benson | C. C. Burr Pictures       |
| 1924 | Icebound              | Hannah               | Jogadores famosos-Lasky   |
| 1924 | Manhattan             | Sra. Vagabundear     | Jogadores famosos-Lasky   |
| 1925 | O Diabo Sortudo       | Sra. McDee           | Jogadores famosos-Lasky   |
| 1925 | Amantes na Quarentena | Amelia Pincent       | Jogadores famosos-Lasky   |
| 1925 | A Senhora que Mentiu  |                      | Primeiras fotos nacionais |
| 1926 | A Vênus Americana     | Sra. Niles           | Jogadores famosos-Lasky   |
| 1926 | Vamos nos casar       | J. W. Smith          | Jogadores famosos-Lasky   |

| Ano  | Título                              | Função                              | Estúdio/Distribuidor                                                                   |
| ---- | ----------------------------------- | ----------------------------------- | -------------------------------------------------------------------------------------- |
| 1929 | The Saturday Night Kid              | Senhorita Streeter                  | Paramount Produções                                                                    |
| 1930 | Meio tiro ao nascer do sol          | Sra. Marechal                       | RKO Imagens                                                                            |
| 1931 | Cimarron                            | Sra. Tracy Wyatt                    | RKO Imagens                                                                            |
| 1931 | Aventura Proibida                   | Bessie Tate                         | Paramount Produções                                                                    |
| 1931 | A própria Fanny Foley               | Fanny Foley                         | RKO Imagens                                                                            |
| 1931 | Rir e ficar rico                    | Sarah Austin                        | RKO Imagens                                                                            |
| 1931 | Nozes quebradas                     | Tia Minnie Van Varden               | RKO Imagens                                                                            |
| 1932 | O Assassinato na Piscina do Pinguim | Senhorita Hildegarde Martha Withers | RKO Imagens                                                                            |
| 1932 | Senhoras do Júri                    | Sra. Guindaste Livingston Baldwin   | RKO Imagens                                                                            |
| 1932 | Os Conquistadores                   | Matilda Blake                       | RKO Imagens                                                                            |
| 1932 | Manter 'Em Prisão                   | Violeta                             | RKO Imagens                                                                            |
| 1933 | Ann Vickers                         | Malvina Wormser                     | RKO Imagens                                                                            |
| 1933 | Conheça o Barão                     | Reitor Prímula                      | MGM                                                                                    |
| 1933 | O Grande Jaspe                      | Madame Talma                        | RKO Imagens                                                                            |
| 1933 | É ótimo estar vivo                  | Dr. Prodwell                        | Fox Film Corp.                                                                         |
| 1933 | Só ontem                            | Leona                               | Fotos universais                                                                       |
| 1933 | Adoráveis Mulheres                  | Tia March                           | RKO Imagens                                                                            |
| 1933 | Alice no País das Maravilhas        | A Rainha Vermelha                   | Paramount Produções                                                                    |
| 1934 | O Último Cavalheiro                 | Augusta Pritchard                   | 20th Century Fox                                                                       |
| 1934 | Os Pobres Ricos                     | Harriet Spottiswood                 | Imagens Universais                                                                     |
| 1934 | Assassinato no Quadro-negro         | Hildegarde Withers                  | RKO Imagens                                                                            |
| 1934 | Somos Ricos de Novo                 | Maude                               | RKO Imagens                                                                            |
| 1935 | David Copperfield                   | Tia Betsey Trotwood                 | MGM                                                                                    |
| 1935 | Não há mais mulheres                | Sra. Fanny "Vovó" Townsend          | MGM                                                                                    |
| 1935 | Assassinato em Lua de Mel           | Hildegarde Withers                  | RKO Imagens                                                                            |
| 1935 | A Tale of Two Cities                | Senhorita Pross                     | MGM                                                                                    |
| 1937 | Minha querida senhorita Aldrich     | Sra. Lou Atherton                   | MGM                                                                                    |
| 1937 | Parnell                             | Tia Ben Wood                        | MGM                                                                                    |
| 1937 | Rosalie                             | Rainha da Romanza                   | MGM                                                                                    |
| 1937 | Romeu e Julieta                     | A Enfermeira                        | MGM Nota: Estreou em 20 de agosto de 1936, mas não foi lançado até 16 de abril de 1937 |
| 1938 | Little Miss Broadway                | Sarah Wendling                      | 20th Century Fox                                                                       |
| 1938 | Paraíso para Três                   | Sra. Julia Kunkel                   | MGM                                                                                    |
| 1939 | Enfermeira Edith Cavell             | Condessa de Mavon                   | Imperadio Pictures Ltda                                                                |
| 1939 | Bateria ao longo do moicano         | Sra. McKlennar                      | 20th Century Fox                                                                       |
| 1939 | A História de Vernon e Irene Castle | Maggie Sutton                       | RKO Pictures                                                                           |
| 1939 | Segundo Violino                     | Tia Phoebe                          | 20th Century Fox                                                                       |
| 1940 | Orgulho e Preconceito               | Lady Catherine de Bourgh            | MGM                                                                                    |
| 1941 | Lídia                               | Sarah MacMillan                     | Alexander Korda Filmes                                                                 |
| 1976 | América no Cinema                   | Filmes                              | American Film Institute                                                                |